# Collada de Uvierzo
La Collada de Uvierzo (Collá d'Uvierzo en leonés, también llamada Collada de Valdeteja e históricamente Collada del Coto) es un paso de montaña de la cordillera Cantábrica ubicado en el centro-norte de León con una elevación de 1375 m s. n. m. Se ubica en Genicera, creando la vertiente entre Valverde de Curueño (Valdelugueros) al este con el municipio de Cármenes al oeste a través de esta localidad. La carretera que discurre por este paso de montaña es la  LE-3621 .

## Toponimia
El apelativo de Uvierzo tiene su origen de la palabra latina de aquavergium por la unión de aqua y vergo, que aparte de significar presa para el riego, es un apelativo para localidades divisorias hidrográficamente como es este caso pues que de aquí nacen los arroyos de agua que vierten al río Curueño y el río Valverdín. Esta iniciaría derivando en su voz primitiva como aguaverci (aguas vertientes).
La primera aparición de este topónimo se encuentra en el documento n.º 587 del Archivo Catedralicio de León del año 999 que se utiliza para localizar este poblado con el nombre de Sancte Steuan de Ugerzo, remarcado geográficamente por un alto llano conocido como Collada de Uvierzo
La sucesión se cree que pudo ser tal que:

Aquavergium > Aguaverci > Aquoverzo > Uguverço > [oubjerzo/uubjerzo] > Ovierzo > Uvierzo

Tanto la toponimia como la tradición oral o la documentación escrita, nos permite situar perfectamente esta localidad en un mapa, entre la división orográfica de los ríos Valverdín y Valdeteja. Los datos toponímicos nos permiten situar con mayor exactitud esta localidad, encontrándose los parajes de Los Praos de Uvierzo, Val d'Uvierzo, La Vega de Uvierzo o el El Zumbo de Uvierzo, aunque, sin duda, es la documentación medieval y moderna la que nos confirma la existencia de este lugar a lo largo de seis siglos.
Según algunos estudiosos del entorno como Miguel Ángel Fierro, el nombre de este poblado proviene del visigótico Fudo Wierzo.

## Entorno natural
La Collada de Uvierzo se integra en la Reserva de la Biosfera de Los Argüellos, rodeada por montes y bosques cantábricos donde abundan especies de mamíferos autóctonos como el lobo o el oso. Además, desde esta collada se accede al Puerto de Sancenas, un conjunto de pastos de alta montaña destinados a la ganadería local y al senderismo. Por otro lado, desde este enclave parten múltiples rutas ornitológicas.

## Hidrografía
La collada de Uvierzo establece la divisoria de aguas entre el río Valverdín (afluente del Torío) y el Arroyo de Valdeteja (afluente del Curueño).

## Historia

### Edad Media
En este entorno se ubicaba la localidad de Uvierzo, una de las localidades de La Mediana de Argüello. Aquí se celebraba el gran Concejo de Arbolio. En este lugar se perfilaron las ordenanzas de Los Argüellos que sirvieron de norma jurídica, se dieron a conocer los fueros concedidos por los reyes al Concejo General, se administraba justicia en lo civil y lo criminal, en presencia de todos. Se menciona ya la tradición del Gran Concejo del Arbolio en un documento de Fernando IV de León donde en 1309 figura que «seyendo el concello de Arvuello, de todas las tres tercias, juntando enna collada del cotu».Para referirse a Uvierzo, se dice en uno de los documentos del siglo XVI que "esta yerma" y que "non da nada", mostrándonos la clara evidencia que ya encontraba despoblado en el siglo XVI.

### Edad Contemporánea
En 1987 se produjo un movimiento de personas hacia las áreas rurales por el movimiento Rainbow Family of Living Light, quienes se asentaron temporalmente en los terrenos de Uvierzo. Fue el primer encuentro Raimbow en España y el quinto a nivel internacional. En dicha reunión del 12 de julio llamada Llegada a la noche del plenilunio nacería la última persona en Genicera. Estos movimientos fueron influenciados por el vecino Diego Segura Pérez, precursor de este movimiento en la localidad, quien se asentó de forma definitiva en una de las casas hasta la actualidad, cuando se vio forzado a trasladarse con sus compañeros del Taller 7 de Barcelona, y sirvió como voz de éstos. Será de gran importancia la reunión de carácter internacional que se realizó en estos parajes por una consulta realizada a Diego Segura. Finalmente la segunda convocatoria se realizó en el año posterior dirigiéndose al pueblo de Fasgar, en Murias de Paredes.

## Turismo

### Ruta a Sancenas
| Distancia total | Tiempo estimado | Punto de salida    | Punto de llegada   | Desnivel | Dificultad | Época recomendada                                          |
| --------------- | --------------- | ------------------ | ------------------ | -------- | ---------- | ---------------------------------------------------------- |
| 7,5 km          | 3 h             | Collada de Uvierzo | Collada de Uvierzo | ±430 m   | Media      | Todo el año. Preferentemente días de poco sol y sin nieve. |

 Seguramente la ruta más realizada por los turistas y senderistas es la ruta que sale de la Collada de Uvierzo hasta el Puerto de Sancenas. Esta se inicia desde el llano que divide las cuencas del Valdeteja y del Valverdín hasta llegar a la choza de Fuenfría. Hasta entonces, se llega por un camino ascendente entre prados y continúa más adelante al borde de grandes calizas hasta Las Vizarreras, una extensa campa modelada por la erosión kárstica. Hacia el suroeste, una collada da paso a los amplios puertos de Sancenas y al oeste, otra collada conduce a la choza, y la ruta continúa hasta la Peña del Sumidero o Peña'l Sumidero ['peɲäl̪ su̟mi'ð̞eɾo̞], donde un pequeño arroyo desaparece para continuar su curso bajo tierra. Todo el territorio de Sancenas compone un área declarada de interés geológico provincial por la gran llanura que la compone marcada por la altura a la que se encuentra. Mantiene en verano un frío estival en días de poco sol y en invierno recibe grandes nevadas que impiden prácticamente el paso hacia la choza.
Saliéndose de la ruta unos 500m al sur desde la Fuente de Sancenas, se pueden observar en el Alto la Lomba  los tres mojones dividiendo los términos municipales.
Al inicio del tramo de descenso desde la Peña del Sumidero, se encuentran talladas sobre la roca tres cruces, hoy muy erosionadas, que dividen los territorios de Genicera con la localidad de Valverde del Curueño
El regreso se emprende desde la Peña del Sumidero, pasando por la Vega de las Xistras que da paso de nuevo a Las Vizarreras. Desde allí, la ruta se dirige hasta el camino que desciende a Fuenfría para regresar sobre sus pasos a Uvierzo.